# Quiberon
Quiberon település Franciaországban, Morbihan megyében. Lakosainak száma 4782 fő (2022. január 1.). Quiberon Saint-Pierre-Quiberon községgel határos.

## Népesség
A település népességének változása:
| Lakosok száma | 4595 | 4808 | 4623 | 5056 | 4987 | 4938 | 4741 | 4658 | 4659 | 4782 |
|               | 1968 | 1982 | 1990 | 2006 | 2013 | 2015 | 2017 | 2019 | 2020 | 2022 |